# Ghiacciaio Anna
Il ghiacciaio Anna è un ghiacciaio situato sull'Isola di re Giorgio, nelle Isole Shetland Meridionali, a nord del termine della Penisola Antartica. Il ghiacciaio si trova in particolare nella parte centrale della costa meridionale dell'isola, dove scorre verso sud-est tra il picco Rose, a ovest, e il picco Rea, a est, fino a entrare nella baia di re Giorgio.

## Storia
Il ghiacciaio Anna è stato mappato durante la spedizione francese in Antartide svoltasi dal 1908 al 1910 al comando di Jean-Baptiste Charcot, ed è stato così battezzato dai partecipanti a una spedizione polacca di ricerca antartica svoltasi nel 1981, in onore di Anna Tokarska, assistente di campo del reparto geologico delle precedenti spedizioni polacche del 1979 e del 1980 e moglie di Antoni K. Tokarski.